# Американський пиріг 5: Гола миля
«Американський пиріг 5: Гола миля» (англ. American Pie Presents: The Naked Mile) — кінофільм, продовження серії «Американського пирога».
Гола миля, з назви фільму, є реальною подією, яка щорічно проводилась студентами Мічиганського університету до 2004 року. Вона традиційно відбувалося в останній день занять кожного навчального року. Учасники, в основному студенти старших курсів, бігли або їхали на велосипеді по заздалегідь розробленому шляху в кампусі, будучи частково чи повністю оголонеми. Останній раз забіг «Гола миля» проводився в 2004 році, коли Університет вирішив покласти кінець традиції шляхом арештів і погроз студентам, які брали участь у ньому.

## Сюжет
Ерік Стіфлер закінчив школу, але не це його хвилює. У нього велика проблема — він все ще незайманий. Він вирішив розв'зати цю проблему і зі своїми друзями їде до свого старшого брата Двайта, аби той йому допоміг. Але Двайт у своєму стилі — він підбурює свого братика на традиційний забіг «Гола миля», а поки Ерік бігає він зі своїми друзями розпочинає вечірку з купою дівчат і грандіозною п'янкою.

## В ролях
- Джон Вайт — Ерік Стіфлер, головний герой, незайманий.
- Стів Таллі — Двайт Стіфлер
- Росс Томас — Раян Грімм, найкращий друг Еріка, який хоче поступити до коледжу в Каліфорнії і захоплюється Двайтом.
- Джейк Сігел — Майк Кузмен, ще один друг Еріка.
- Джессі Шрам — Трейсі Стерлінг, дівчина Еріка.
- Джордан Прентіс — Рок, ворог Двайта, лідер одного з братств.
- Юджин Леві — Ноа Левенштайн, батько Джима Левенштайна від початку серій Американського пирога.
- Крістофер Макдональд — Гаррі Стіфлер, батько Еріка.
- Мелані Меркоскі — Наталі, подруга Трейсі.
- Кендес Крослак — Бренді.

## Місця зйомок
- Середня школа Порт Кредит, Міссісога, Онтаріо (У фільмі назва змінена на «Вища школа Грейт-Фоллс»).
- Індіан Валлі Трейл — Міссісога, Онтаріо.
- Частина фільму була знята в Університеті МакМастер у Гамільтоні, Онтаріо в липні 2006 року.
- Частина фільму була знята в кампусі Сент Джорджа Торонтського університету, Торонто, Онтаріо.